# Ernest von Stockalper
Ernest von Stockalper (* 8. Juni 1838 in Sitten; † 1. Mai 1919 ebenda) war ein Schweizer Bauingenieur.
Von 1860 bis 1863 studierte er Bauingenieurwesen am Eidgenössischen Polytechnikum in Zürich.
Beim Bau des Gotthardtunnels leitete er ab 1872 den Vortrieb am Nordportal. Nach dem Tod von Louis Favre 1879 war er bis 1888 technischer Gesamtleiter. Es folgten Aufträge für Bergbahnen und Wasserbauten in der Schweiz (z. B. Brig-Visp-Zermatt-Bahn), Frankreich und Spanien (Cremallera de Montserrat) sowie weitere Bahnprojekte (u. a. Simplontunnel).
Von 1904 bis 1917 war er im Verwaltungsrat der SBB, von 1912 bis 1917 im Schulrat der ETH Zürich. Ein Triebzug SBB RABDe 500 ist nach ihm benannt worden.